# クレメンティア・フォン・ハプスブルク
クレメンティア・フォン・ハプスブルク（ドイツ語：Klementia von Habsburg, 1262年 - 1293/5年）は、ローマ王ルドルフ1世とゲルトルート・フォン・ホーエンベルクの間の娘。

## 生涯
クレメンティアは1281年1月8日にナポリ王カルロ2世の息子カルロ・マルテッロ・ダンジョと結婚した。
カルロ・マルテッロは、嗣子なく死去した母方の叔父ラースロー4世の後に教皇ニコラウス4世らによりハンガリー王とされた。実際には、ハンガリーはアールパード家の従兄弟アンドラーシュ3世が統治し、カルロ・マルテッロはハンガリーを統治することはできなかった。しかしカルロ・マルテッロはクロアチアの一部で権利を行使することに成功し、クロアチアはその後ハンガリーとの同君連合となった。
カルロ・マルテッロは父に先立ち1295年に死去した。クレメンティアは末子クレマンスの誕生の後、1293年に死去したと伝えられるが、一説には1295年にカルロ・マルテッロの死から数ヶ月後に死去したとも言われている。
後に息子カーロイ1世はハンガリー王となった。

## 子女
カルロ・マルテッロとの間に3子をもうけた。
- カーロイ1世（1288年 - 1342年） - ハンガリー王（1308年 - 1342年）
- ベアトリス（1290年 - 1343年） - ジャン2世・ド・ヴィエノワ（英語版）と結婚
- クレマンス（1293年 - 1328年） - フランス王ルイ10世と結婚